# Lucien Frégis
Lucien Frégis, de son vrai nom Lucien Jules Cordonnier, est un acteur français, né le 5 juillet 1904 à Paris et mort le 25 août 1979 à Argenteuil (Val-d'Oise).

## Biographie
Lucien Frégis naît le 5 juillet 1904 dans le 5e arrondissement de Paris.
Il travaille comme polisseur de métaux puis comptable avant de débuter une carrière artistique après la Seconde Guerre mondiale.

## Filmographie

### Cinéma
- 1946 : La Foire aux chimères de Pierre Chenal
- 1947 : Carrefour du crime de Jean Sacha
- 1948 : Métier de fous d'André Hunebelle
- 1948 : Les Casse-pieds (ou Parade du temps perdu) de Jean Dréville
- 1948 : Retour à la vie de Jean Dréville (sketch Le Retour de Louis) - L'épicier
- 1948 : Suzanne et ses brigands d'Yves Ciampi
- 1949 : Mission à Tanger d'André Hunebelle - Un journaliste
- 1950 : Les Anciens de Saint-Loup de Georges Lampin
- 1950 : Trois Télégrammes d'Henri Decoin
- 1950 : La Vie chantée de Noël-Noël (sketch Le Chapeau neuf)
- 1951 : Les Vacances de monsieur Hulot de Jacques Tati - Le patron de l'hôtel
- 1952 : Mon mari est merveilleux d'André Hunebelle
- 1952 : Monsieur Taxi d'André Hunebelle
- 1952 : Le Plus Heureux des hommes d'Yves Ciampi - L'agent
- 1952 : La Tournée des grands ducs d'André Pellenc, puis Norbert Carbonnaux - Un responsable de cabaret
- 1953 : Crainquebille de Ralph Habib
- 1953 : Les Trois Mousquetaires d'André Hunebelle
- 1953 et 1955 : Le Chemin de l'étoile (court métrage) de Jean Mousselle - L'hôtelier
- 1954 : Le Fil à la patte de Guy Lefranc
- 1954 : Série noire ou Leur compte sera réglé de Pierre Foucaud - Un trafiquant
- 1955 : Les Carnets du Major Thompson de Preston Sturges
- 1955 : Chantage de Guy Lefranc
- 1955 : Les Hommes en blanc de Ralph Habib - Un paysan
- 1955 : L'Impossible Monsieur Pipelet d'André Hunebelle - Un client du bistrot
- 1955 : Marguerite de la nuit de Claude Autant-Lara
- 1955 : M'sieur la Caille d'André Pergament - Le patron du bistrot
- 1955 : On déménage le colonel de Maurice Labro - Le bistrot
- 1955 : Paris Canaille (ou Paris coquin) de Pierre Gaspard-Huit
- 1955 : Rencontre à Paris de Georges Lampin - Un voisin
- 1955 : Sophie et le Crime de Pierre Gaspard-Huit - Un agent
- 1956 : La Loi des rues de Ralph Habib
- 1956 : Pardonnez nos offenses de Robert Hossein
- 1957 : Chaque jour a son secret de Claude Boissol
- 1957 : Donnez-moi ma chance de Léonide Moguy- Le patron de l'hôtel
- 1957 : Retour de manivelle de Denys de La Patellière - Le gendarme
- 1957 : Le Souffle du désir d'Henri Lepage
- 1958 : À pied, à cheval et en spoutnik de Jean Dréville
- 1958 : Mon oncle de Jacques Tati - M. Pichard
- 1959 : Les Affreux de Marc Allégret
- 1959 : Pantalaska de Paul Paviot
- 1959 : La Famille Fenouillard de Yves Robert  - Un voyageur
- 1959 : La Verte Moisson de François Villiers
- 1960 : La Mort de Belle d'Édouard Molinaro
- 1960 : Ravissante de Robert Lamoureux et Maurice Regamey - Le garagiste
- 1961 : La Belle Américaine de Robert Dhéry et Pierre Tchernia
- 1961 : Heureux anniversaire de Pierre Etaix (court métrage)
- 1961 : Les lions sont lâchés d'Henri Verneuil - L'employé chez les "Guichard"
- 1962 : Les Mystères de Paris d'André Hunebelle - Le médecin
- 1962 : Le Soupirant de Pierre Étaix - Le peintre
- 1965 : Les Bons Vivants (ou Un grand seigneur) de Georges Lautner (sketch Les Bons Vivants) - Un membre de l'Athlétic-Club
- 1968 : Salut Berthe de Guy Lefranc
- 1969 : Les Choses de la vie de Claude Sautet - Un curieux
- 1970 : Laisse aller...c'est une valse de Georges Lautner - Un chasseur
- 1970 : Peau d'Âne de Jacques Demy - Le second médecin
- 1976 : Le Chasseur de chez Maxim's - Le porteur de Chez Maxim's

### Télévision
- 1959 : Les Cinq Dernières Minutes de Claude Loursais (épisode Le Grain de sable)
- 1959 : Les Cinq Dernières Minutes, épisode Poison d'eau douce  de Claude Loursais
- 1961 : L'Exécution de Maurice Cazeneuve
- 1961 : L'Avoine et l'Oseille (Les Cinq Dernières Minutes no 22) de Claude Loursais
- 1961 : Le Temps des copains, épisodes 5, 28, 74 de Robert Guez, série télévisée
- 1962 : Les Cinq Dernières Minutes, épisode C'était écrit de Claude Loursais
- 1963 : L'Eau qui dort (Les Cinq Dernières Minutes no 28) de Claude Loursais
- 1963 : La Route série télévisée de Pierre Cardinal
- 1964 : Les Cinq Dernières Minutes : 45 tours... et puis s'en vont de Bernard Hecht
- 1964 : Quand le vin est tiré ... (Les Cinq Dernières Minutes no 29), de Claude Loursais
- 1965 : Les Cinq Dernières Minutes, épisode  Bonheur à tout prix  de Claude Loursais, série télévisée
- 1965 : Les Cinq Dernières Minutes, épisode La Chasse aux grenouilles de Claude Loursais, série télévisée
- 1966 : Les Cinq Dernières Minutes, épisode Pigeon vole de Claude Loursais, série télévisée
- 1966 : Les Cinq Dernières Minutes, épisode La Rose de fer de Jean-Pierre Marchand série télévisée
- 1967 : Les Cinq Dernières Minutes : Finir en beauté de Claude Loursais série télévisée
- 1967 : Les Cinq Dernières Minutes, épisode Voies de faits de Jean-Pierre Decourt
- 1971 : Vipère au poing, téléfilm de Pierre Cardinal
- 1974 : Madame Bovary, de Pierre Cardinal (téléfilm)
- 1977 : Recherche dans l'intérêt des familles de Philippe Arnal

## Théâtre
- 1961 : La Paix d'après Aristophane, mise en scène Jean Vilar, TNP Théâtre de Chaillot
- 1962 : Des souris et des hommes de John Steinbeck, mise en scène Marc Cassot, Comédie des Champs-Élysées
- 1965 : Comme un oiseau de Ronald Millar & Nigel Balchin, mise en scène Sacha Pitoëff, Théâtre Antoine
- 1970 : Savonarole de Michel Suffran, mise en scène Jean-Pierre Laruy, Centre Théâtral du Limousin Limoges
- 1970 : Ne réveillez pas Madame de Jean Anouilh, mise en scène de l'auteur et Roland Piétri, Comédie des Champs-Élysées